# Angriff auf Fort Stedman
Petersburg I – Petersburg II – Jerusalem Plank Road – Staunton River Bridge – Sappony Church – Reams Station I – Deep Bottom I – Kraterschlacht – Deep Bottom II – Globe Tavern – Reams Station II – New Market Heights – Peebles Farm – Darbytown & New Market Roads – Darbytown Road – Fair Oaks & Darbytown Road – Boydton Plank Road – Hatchers Run – Fort Stedman
Der Angriff auf Fort Stedman war ein Gefecht während des Amerikanischen Bürgerkrieges. Er beendete am 25. März 1865 östlich von Petersburg, Virginia den Richmond-Petersburg-Feldzug. General Robert E. Lee beabsichtigte durch den Angriff auf das US-Fort Stedman, seine Handlungsfreiheit wiederherzustellen. Der Angriff blieb der letzte ernsthafte Versuch der Konföderierten, die Belagerung von Petersburg zu beenden.

## Ausgangslage
Seit Beginn des Richmond-Petersburg-Feldzuges im Juli 1864 hatten die Unionsarmeen ihre Truppenteile zwischen Richmond und Petersburg immer mehr verstärkt und im Süden von Petersburg die äußerste linke Flanke bis zum März 1865 immer weiter nach Westen verschoben, um die Nord-Virginia-Armee zu überflügeln. Die Stellungen der Nord-Virginia-Armee waren deshalb so ausgedünnt, dass Lee befürchtete, einen energischen Angriff einer Unionsarmee nicht mehr aufhalten oder die Unterbrechung der einzigen Versorgungslinie der Nord-Virginia-Armee nach Westen – der Southside-Eisenbahnlinie – nicht mehr verhindern zu können. Das Abschneiden der Southside-Eisenbahnlinie bedeutete gleichzeitig die Einkesselung der Nord-Virginia-Armee. Durch den geplanten Angriff hoffte Lee, Grant zum Abzug von Truppenteilen vom westlichen Teil der Stellungen der Union zu zwingen. Anschließend beabsichtigte er, mit der Nord-Virginia-Armee entlang der Eisenbahnlinie auszuweichen und sich mit der Tennessee-Armee General Johnstons zu vereinigen.
Lee beauftragte deshalb Generalmajor John B. Gordon mit dem II. Korps östlich von Petersburg in einem Überraschungsangriff die Stellungen der Potomac-Armee zu durchbrechen, die Stellungen links und rechts des Durchbruchsabschnittes aufzurollen und nach Osten vorzustoßen. Dazu unterstellte Lee dem II. Korps vier Brigaden des III. Korps und die Kavalleriedivision Generalmajor Rooney Lees, um mit Letzterer den Durchbruch in die Tiefe ausweiten zu können.

## Der Angriff

### Operationsplan

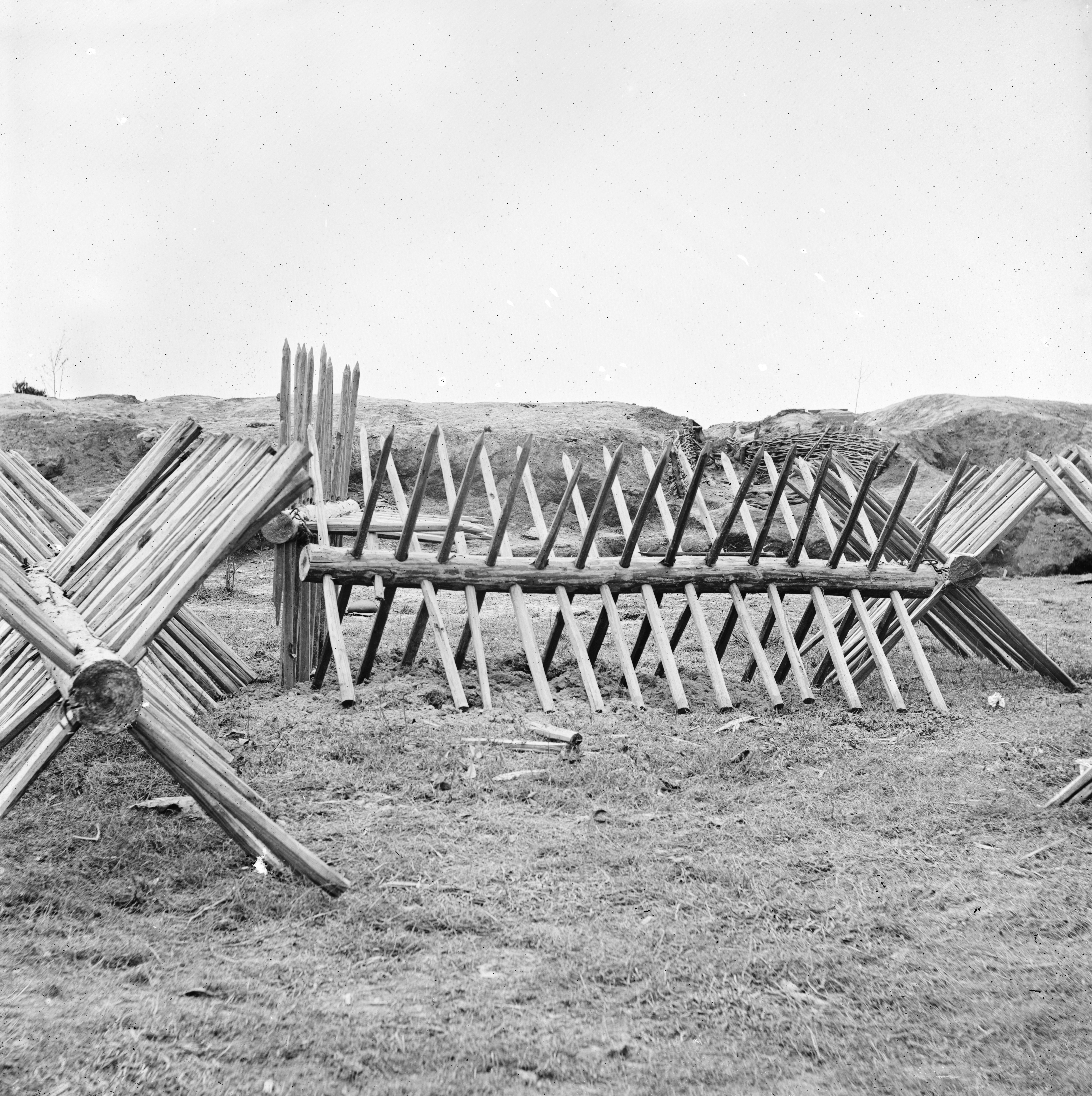
Spanische Reiter vor Petersburg

Gordon plante den Angriff noch vor Beginn der Dämmerung zu beginnen. Als Durchbruchsstelle wählte Gordon Fort Stedman aus. Diese Befestigung lag sehr nahe an den konföderierten Stellungen und war weniger als andere Teile der Front mit Spanischen Reitern befestigt. Nach der Einnahme des Forts sollten zunächst Artilleriestellungen in der Tiefe genommen werden und mit deren Unterstützung die Befestigungen nördlich und südlich Fort Stedmans erobert werden. Die Hauptangriffskräfte sollten folgen und zunächst ein Versorgungslager eine Meile östlich nehmen und dann weiter nach Osten vorstoßen. Dazu verfügte er über ungefähr 10.000 Mann des verstärkten II. Korps und 5.000 Mann in Reserve. 

### Durchführung
Der Angriff begann um vier Uhr früh mit einer List. Als Deserteure getarnt näherten sich Scharfschützen und Pioniere den Alarmposten der Union, um diese zu überwältigen und die spanischen Reiter zu beseitigen, die die Annäherung der Infanterie beeinträchtigen konnten. Die Überraschung gelang und die Südstaatler eroberten Fort Stedman mit den Artilleriebatterien X und XI. Bei diesen Sturmtruppen befanden sich auch Artilleristen, die die eroberten Geschütze sofort gegen die ehemaligen Besitzer einsetzen sollten.
Die Verteidiger, Angehörige einer schweren New Yorker Artilleriebatterie, waren nicht in der Lage, eine effektive Verteidigung zu organisieren. Auch Mörserfeuer aus Artilleriestellung XII in das Fort blieb wirkungslos. Bis zu diesem Zeitpunkt hatten die Konföderierten ungefähr 1000 Gefangene gemacht, so auch den örtlichen Kommandeur der Unionstruppen, Brigadegeneral Napoleon McLaughlen.
Die Südstaatler griffen weiter nach Osten an, um die in der heraufziehenden Dämmerung erkennbaren Feldbefestigungen jenseits Fort Stedmans zu nehmen und von dort das Feuer in den Rücken der Verteidiger der Forts nördlich und südlich der Einbruchsstelle verlagern zu können. Dies waren aber keine rückwärtigen Forts der Union, sondern im Juni 1864 aufgegebene Feldbefestigungen der Konföderierten unter General Beauregard. Deshalb unterblieb die Feuerunterstützung für die Fortführung des Angriffs.
Gleichzeitig verstärkte sich das Abwehrfeuer der Potomac-Armee aus den Artilleriestellungen IX und XII und aus rasch zusammengezogener Feldartillerie, wobei die Artilleriestellung XII zeitweise durch eigenes Feuer getroffen wurde. Gordon erkannte, dass ohne Feuerunterstützung die Fortführung des Angriffs unmöglich war, und befahl gegen acht Uhr in Einvernehmen mit General Lee den Abbruch der Operation.

### Gegenangriff
Gegen acht Uhr begann der Gegenangriff des IX. Korps der Potomac-Armee mit der Reservedivision unter Generalmajor John Hartranft. Es gelang den neuaufgestellten Regimentern aus Pennsylvanien mit der Unterstützung der gesamten verfügbaren Artillerie der Armee nicht nur den Angriff der Konföderierten aufzufangen, sondern Fort Stedman wieder in Besitz zu nehmen und die ursprünglichen Stellungen der Union wiederherzustellen.
Vielen der durch Fort Stedman vorgestoßenen konföderierten Soldaten war im Zuge des Gegenangriffs das Ausweichen durch das Artilleriesperrfeuer auf die eigenen Stellungen unmöglich und die Konföderierten erlitten Verluste von ungefähr 2900 Soldaten.

## Auswirkungen
Der Angriff auf Fort Stedman war ein vierstündiges Gefecht ohne Auswirkungen auf den Verlauf der Feldbefestigungen der Potomac-Armee. Beide Kontrahenten befanden sich wieder in ihren Ausgangsstellungen.
Generalleutnant Grant war überzeugt, dass General Lee Truppen aus den Stellungen im Westen an der Southside-Eisenbahnlinie abgezogen und bereitgestellt haben musste. Er befahl deshalb einen Angriff gegen die rechte Flanke des III. Korps Generalleutnant A.P. Hills in der Nähe von Hatchers Run. Die Potomac-Armee überrannte die Vorposten der Konföderierten, besetzte deren Stellungen und war nun in Sichtweite der Feldbefestigungen des III. Korps. Damit waren die Ausgangsstellungen für die Schlacht am Five Forks am 1. April gewonnen, die den Beginn des Appomattox-Feldzuges bildete.
Die Verluste der Nord-Virginia-Armee waren hoch, entscheidend war jedoch die Schwächung der Feldbefestigungen im Westen Petersburgs. General Lees Versuch, noch einmal die Freiheit des Handelns zu erringen, war mit der Niederlage gescheitert. Die Niederlage der Nord-Virginia-Armee war nun nur noch eine Frage der Zeit.